# 赤山法華院
赤山法華院位於中國山東省榮成市石島管理區北部的赤山南麓。是威海地区最早的开放式佛教寺院，也是中国唯一传承中日韩三国友谊的佛教圣地，被誉为“一寺连三国”。

## 历史
唐代，西元823年時，由新羅名將張保皋所建。由於此院當初的僧侶屬於天台宗，讀頌經典為《法華經》，所以命名為赤山法華院，後毀於唐會昌年間。
唐開成四年，839年，日本高僧圓仁法師入唐求法曾客居此院。歸國之後，寫有《入唐求法巡禮行記》一書，記載當時此院的狀況。唐会昌五年(845年)，法华院奉旨拆毁。
1987年，日本學術界人士來赤山考察，在當地政府的協助下，重建此院。重建的寺廟佔地五千多平方公尺，仿唐風格建築。布局与圆仁法师的《入唐求法巡礼行记》中描述的基本一致，“南北有岩岑，水通庭院，从西而东流，东方望海远开。南西北方，连峰作壁，但坤隅斜下耳”。整个寺庙由大雄宝殿、观音殿、地藏菩萨殿三部分组成，1990年举行了佛像开光仪式。5月正式对外开放。
1991年四月，當地豎立了張保皋紀念塔，由韓國總統金泳三題字。